# David Todd Wilkinson
Pour les articles homonymes, voir Wilkinson.
David Todd Wilkinson (13 mai 1935 – 5 septembre 2002) est un astrophysicien américain, mondialement reconnu pour son travail de pionnier dans le domaine de la cosmologie, et spécialisé dans l'étude du fond diffus cosmologique résultant du Big Bang.
Il est né à Hillsdale dans l'État du Michigan aux États-Unis, et a obtenu un doctorat de physique à l'université du Michigan.
Il sera professeur de physique à l'université de Princeton de 1965 jusqu'à sa retraite en 2002, et apportera des contributions fondamentales à l'analyse et à l'étude du fond diffus cosmologique (FDC), en étant notamment l'initiateur et le directeur scientifique des satellites COBE et WMAP lancés par la NASA pour étudier le FDC, ce dernier satellite portant d'ailleurs son nom pour lui rendre hommage après sa mort prématurée des suites d'un cancer.
Il a reçu la Médaille James-Craig-Watson en 2001.